# ジュゼッペ・キアラ
ジュゼッペ・キアラ（イタリア語: Giuseppe Chiara、1602年（慶長7年） - 1685年8月24日（貞享2年7月25日））は、イタリア出身のカトリックイエズス会宣教師。キリシタン禁教令下の日本に潜入したが捕らえられ、迫害と拷問の責め苦に耐えかねて強制改宗により棄教し、岡本三右衛門（おかもと さんえもん）という日本名を名乗って生きた。遠藤周作の小説『沈黙』（篠田正浩により1971年に、2016年にマーティン・スコセッシにより『沈黙 -サイレンス-』として映画化）の主人公のモデルとなったことでも知られる。

## 略歴
1602年、シチリア王国のキウーザ・スクラーファニで生まれる。
江戸幕府はいわゆる「鎖国令」（ポルトガル商船の追放およびオランダ人の出島移住）を布告した直後であり、キリシタン禁教令によりキリスト教は厳しい弾圧下にあった。寛永10年（1633年）、ポルトガル人イエズス会司祭クリストヴァン・フェレイラが長崎で捕らえられ、穴吊りの拷問を受けて3日後に棄教、最初の転びバテレンとなっていた。
この知らせを聞いてキアラを含む10名のイエズス会士が日本へ向かった。一行はマニラを経由し、寛永20年（1643年）1643年6月27日に筑前国に上陸したが、すぐ捕らえられて長崎へ送られ、同年8月27日には江戸へ移送された。
宗門改奉行・井上政重の邸に預けられ詮議が行われ、この詮議にはフェレイラ（沢野忠庵）自身も協力した。また大老酒井忠勝・老中堀田正盛らの邸でも取り調べが行われ、その際は将軍徳川家光も自ら検分したという。キアラはフェレイラと同じく穴吊りの拷問を受け3日後に棄教、その後信仰に戻ると言っても許されることはなかった。
正保3年（1646年）、小石川の切支丹屋敷（現在の東京都文京区小日向1-24-8）に移され、同じく入国を企てた仲間とともに収容された。幕命により岡本三右衛門という殉教した下級武士の後家を妻として娶り、そのまま岡本三右衛門の名を受け継いだ。幕府からは十人扶持を与えられたが、切支丹屋敷から出ることは許されなかった。その後もたびたびキリシタンおよび宣教師についての情報を幕府に提出し、宗門改方の業務も行った。
晩年の延宝2年（1674年）、役人からキリスト教の教義について書くことを要求され『天主教大意』3巻を執筆した。後にジョヴァンニ・シドッティを尋問するにあたり新井白石がこれを研究し、白石はシドッティへの尋問に基づき『西洋紀聞』を著した。またキアラは寺の檀家になることも求められたが拒否している。
幽閉43年の後、貞享2年7月25日（1685年8月24日）に病死。遺体は荼毘に付され（当時のキリスト教では火葬は禁忌とされていた）、切支丹屋敷に近い小石川無量院に葬られた。墓碑には「入専浄真信士霊位、貞享二乙丑年七月廿五日」とある。墓石の笠が司祭帽に似た特徴的な形で、戒名の「入専」は「ジュセン」と読み「ジュゼッペ」から取られたものとされている。

## 墓碑
キアラの墓碑は小石川無量院にあったが、明治41年（1908年）東京市の都市区画整理の際に無量院の墓地が縮小されたため、翌明治42年（1909年）6月29日に雑司ヶ谷霊園へ移された。

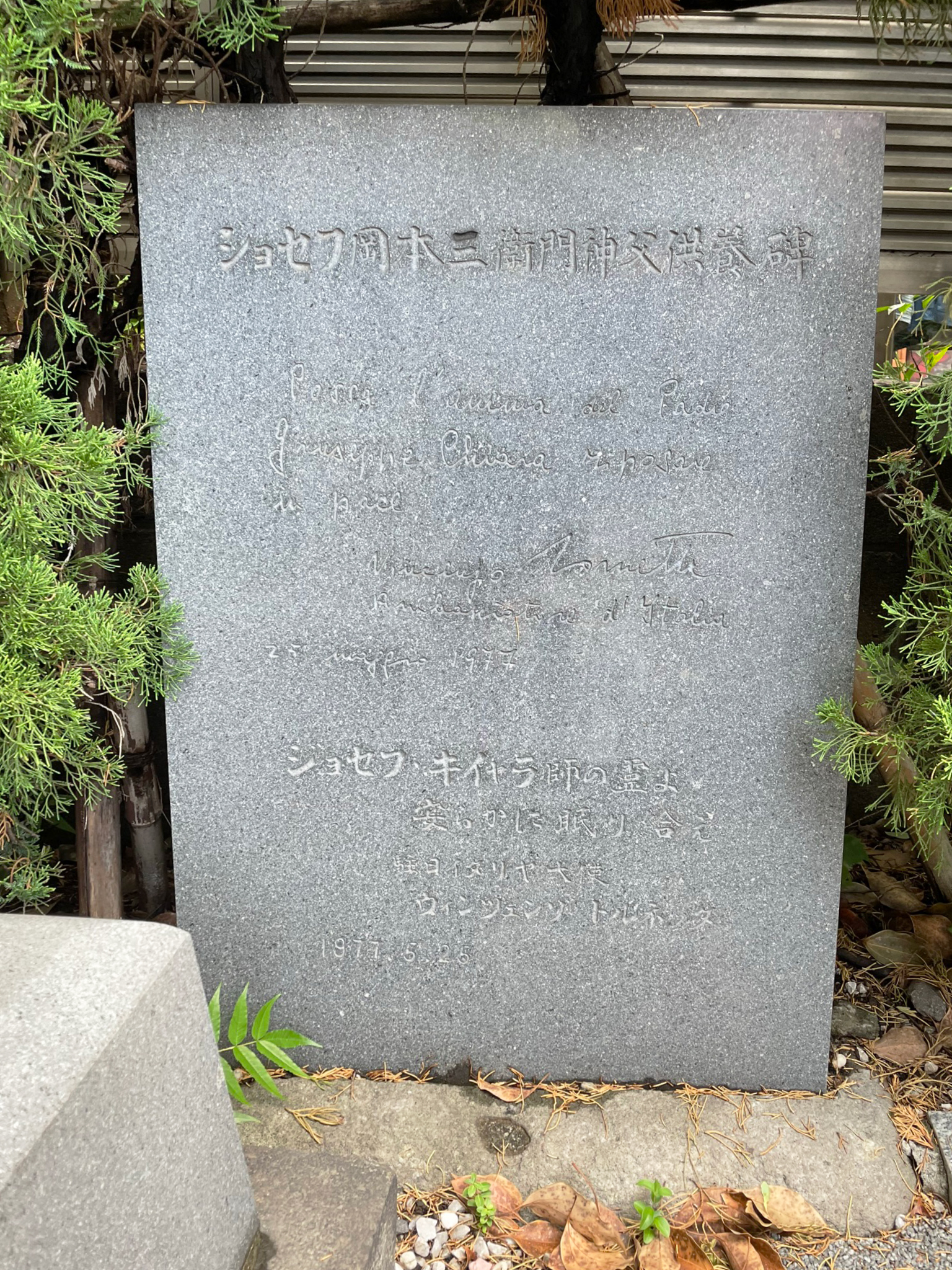
東京・伝通院にある「ジョセフ岡本三衛門神父供養碑」（2023年撮影）

無量院はその後昭和34年（1959年）4月、台東区谷中の功徳林寺と合併し廃寺となっている。また、無量院と隣接していた小石川伝通院には「ジョセフ岡本三衛門」の名で供養碑が建てられている。
昭和15年（1940年）、サレジオ会司祭のクロドヴェオ・タシナリがキリシタン研究の中で切支丹屋敷の調査を行い、キアラの墓碑が無量院にないことを知る。タシナリはキアラの墓所を管理していた個人に墓碑の寄贈を依頼し了承され、昭和18年（1943年）6月3日、タシナリとサレジオ会神学生が墓碑をリヤカーに乗せて、当時練馬区にあったサレジオ会の神学校である練馬サレジオ神学院に移設した。その後1950年にサレジオ神学院が練馬区から調布市へ移転したことに伴い墓碑も再度移設、現在はカトリック調布教会（東京大司教区）に隣接する調布サレジオ神学院内の、ガエタノ・コンプリ司祭が館長を務めるチマッティ資料館（調布市富士見町3-21-12）前に安置されている。
平成28年（2016年）1月29日付で、キアラの墓碑は調布市の有形文化財（歴史資料）に指定された。キリシタン史跡が同市の指定文化財になるのは初めてのことである。完全に近い状態で保存されているキリシタン墓碑は全国的にも珍しく、調布市の指定書には「本墓碑は、鎖国禁教政策という我が国の重要な歴史と、それに関わる人物の遺品として学術的価値が高く、また、キリシタン墓碑研究の上でも希少な事例として重要である」と選定理由が述べられている。